# Chào mào vạch
Chào mào vạch, tên khoa học Alcurus striatus, là một loài chim trong họ Pycnonotidae.

## Phân loài
Có 3 phân loài được ghi nhận:

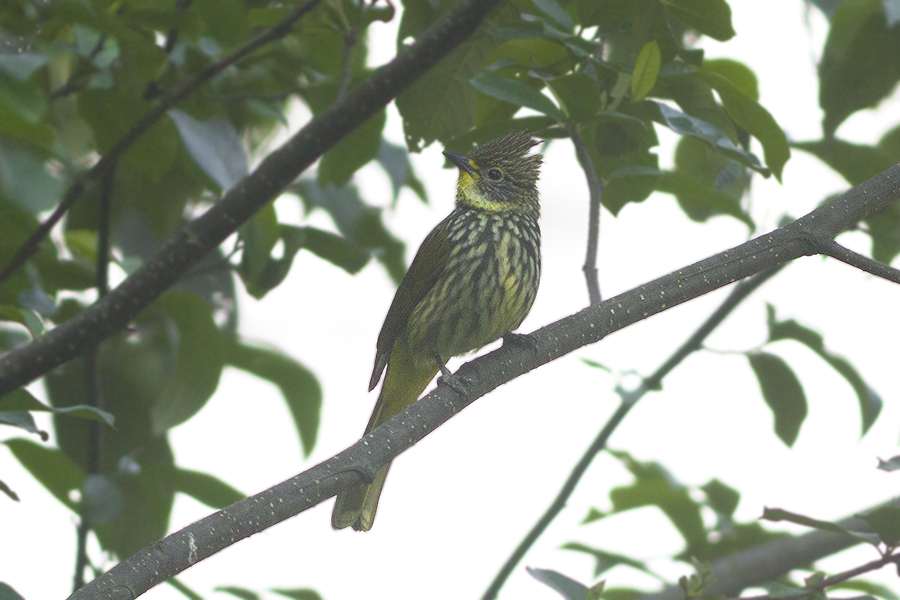
From Khangchendzonga National Park, East Sikkim, India.

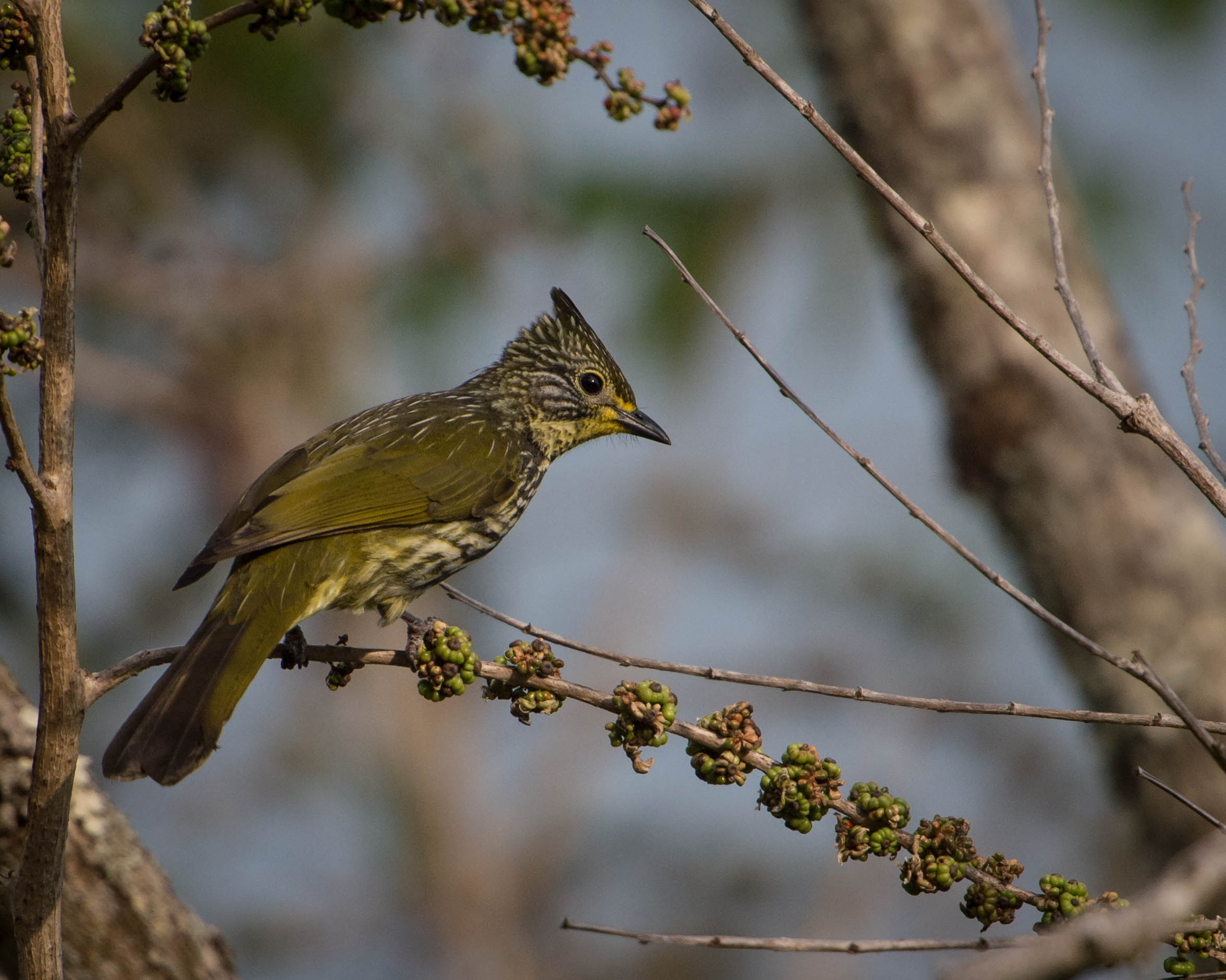
Striated Bulbul (Pycnonotus striatus) at Thai/Myanmar Border. Doi Pha Hom Pok National Park, Chiang Mai Thailand. Tallest point 2,285 metres above sea level.

- P. s. striatus - (Blyth, 1842): Found in the eastern Himalayas, north-eastern India, southern China and western Myanmar
- P. s. arctus - Ripley, 1948: Found in the Mishmi Hills (north-eastern India)
- P. s. paulus - Bangs & Phillips, JC, 1914: Found in eastern Myanmar, southern China and northern Indochina